# Канселарич, Фабиан
Фабиа́н О́скар Кансела́рич (исп. Fabián Oscar Cancelarich; 30 декабря 1965[…], Санта-Фе — 14 мая 2024, Буэнос-Айрес) — аргентинский футболист, вратарь.

## Биография
Канселарич начал свою клубную карьеру в 1986 году с «Феррокарриль Оэсте» в чемпионате Аргентины. Канселарич был резервным вратарём сборной Аргентины на чемпионате мира 1990. В 1991 году он входил в состав сборной Аргентины, которая выиграла Кубок Америки по футболу. За всю карьеру так и не сыграл за Аргентину ни одного матча. В 1992 году он был продан в «Бельграно», а в 1994 году перешёл в «Ньюэллс Олд Бойз».
В 1995 году Канселарич переехал в Колумбию, чтобы играть за «Мильонариос», но вскоре он вернулся в аргентинскую Примеру, где играл за «Уракан» (1995—1996) и «Платенсе Висенте-Лопес» (1997—1999).
В 1999 году Канселарич вернулся в «Ферро» — в клуб, где он начал свою карьеру. Это был его последний сезон в Примере. В 2000 году Канселарич перешёл в клуб второго дивизиона, «Сентраль Кордова». В 2002 году клуб вылетел в третий дивизион. Завершил карьеру игрока в 2004 году.
Канселарич умер от сердечного приступа в Буэнос-Айресе 14 мая 2024 года в возрасте 58 лет.